# Echinopla deceptor
Echinopla deceptor är en myrart som beskrevs av Smith 1863. Echinopla deceptor ingår i släktet Echinopla och familjen myror. Inga underarter finns listade i Catalogue of Life.